# روبرت سبنسر (رسام)
روبرت سبنسر (بالإنجليزية: Robert Spencer)‏ هو رسام أمريكي، ولد في 1 ديسمبر 1879 في هارفرد في الولايات المتحدة، وتوفي في 11 يوليو 1931 في نيو هوب في الولايات المتحدة.